# Dobrzyniewo Duże (gmina)
Pour les articles homonymes, voir Dobrzyniewo Duże.
La gmina de Dobrzyniewo Duże est une commune rurale de la voïvodie de Podlachie et du powiat de Białystok. Elle s'étend sur 160,67 km2 et comptait 7.933 habitants en 2006. Son siège est le village de Dobrzyniewo Duże qui se situe à environ 14 kilomètres au nord-ouest de Białystok.

## Villages
Outre le village de Dobrzyniewo Duże, la gmina comprend les villages et localités de Bohdan, Borsukówka, Chraboły, Dobrzyniewo Fabryczne, Dobrzyniewo Kościelne, Fasty, Gniła, Jaworówka, Kobuzie, Kopisk, Kozińce, Krynice, Kulikówka, Leńce, Letniki, Nowe Aleksandrowo, Nowosiółki, Obrubniki, Ogrodniki, Podleńce, Pogorzałki, Ponikła, Rybaki, Szaciły et Zalesie.

## Villes et gminy voisines
La gmina de Dobrzyniewo Duże est voisine de la ville de Białystok et des gminy de Choroszcz, Czarna Białostocka, Knyszyn, Krypno, Tykocin et Wasilków.